# Wetterpilz

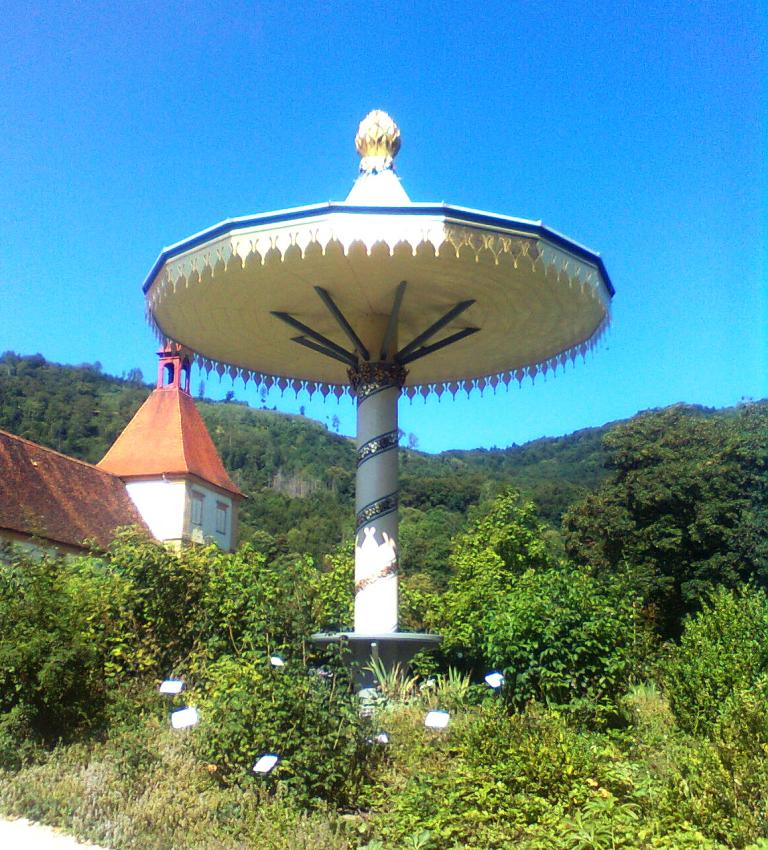
Wetterpilz im Schlosspark Eggenberg bei Graz (firmiert im österreichischen Sprachraum unter der Bezeichnung Parapluie)

Ein Wetterpilz (auch Wetterschutzpilz oder Rastpilz genannt) ist ein nach außen offener, allein und frei stehender im Boden verankerter Unterstand, mit einer einzelnen, zentral gelegenen tragenden Säule oder einer Säulengruppe, auf der eine Decke in Rundbauform ruht. Namensgebend ist seine Funktion (als Unterstand gegen Niederschlag und Sonneneinstrahlung) und sein Erscheinungsbild, das an den Fruchtkörper eines Ständerpilzes erinnert. Meist umgibt die tragende Säule eine Sitzmöglichkeit in Form einer Bank. Den Wetterpilz findet man sowohl in Holzbauweise, als auch aus Stahl oder Beton gefertigt.
Die ersten Wetterpilze wurden wahrscheinlich im 19. Jahrhundert in Preußen errichtet, damals aber noch tahitisches Schirmdach genannt. Aus dem Jahr 1880 ist eine Bleistiftzeichnung von Hermann Ziebland erhalten, die einen Wetterpilz zeigt, der aus dem Jahr 1795 stammen soll. Dies kann als erster gesicherter Nachweis einer solchen Bauform gelten. Die Scherzfontäne Regenschirm im Park des russischen Schloßes Peterhof stammt allerdings ebenfalls aus dieser Zeit und ist wegen ihrer Bauform als Wetterpilz anzusehen, wenngleich sie zu einem anderen Zweck errichtet wurde. Die meisten heute in Deutschland existierenden Wetterpilze wurden zwischen 1960 und 1980 errichtet. Dabei variiert der Baustil von Region zu Region zum Teil beträchtlich, da jeweils andere Grünflächen- bzw. Hochbauämter verantwortlich zeichneten.

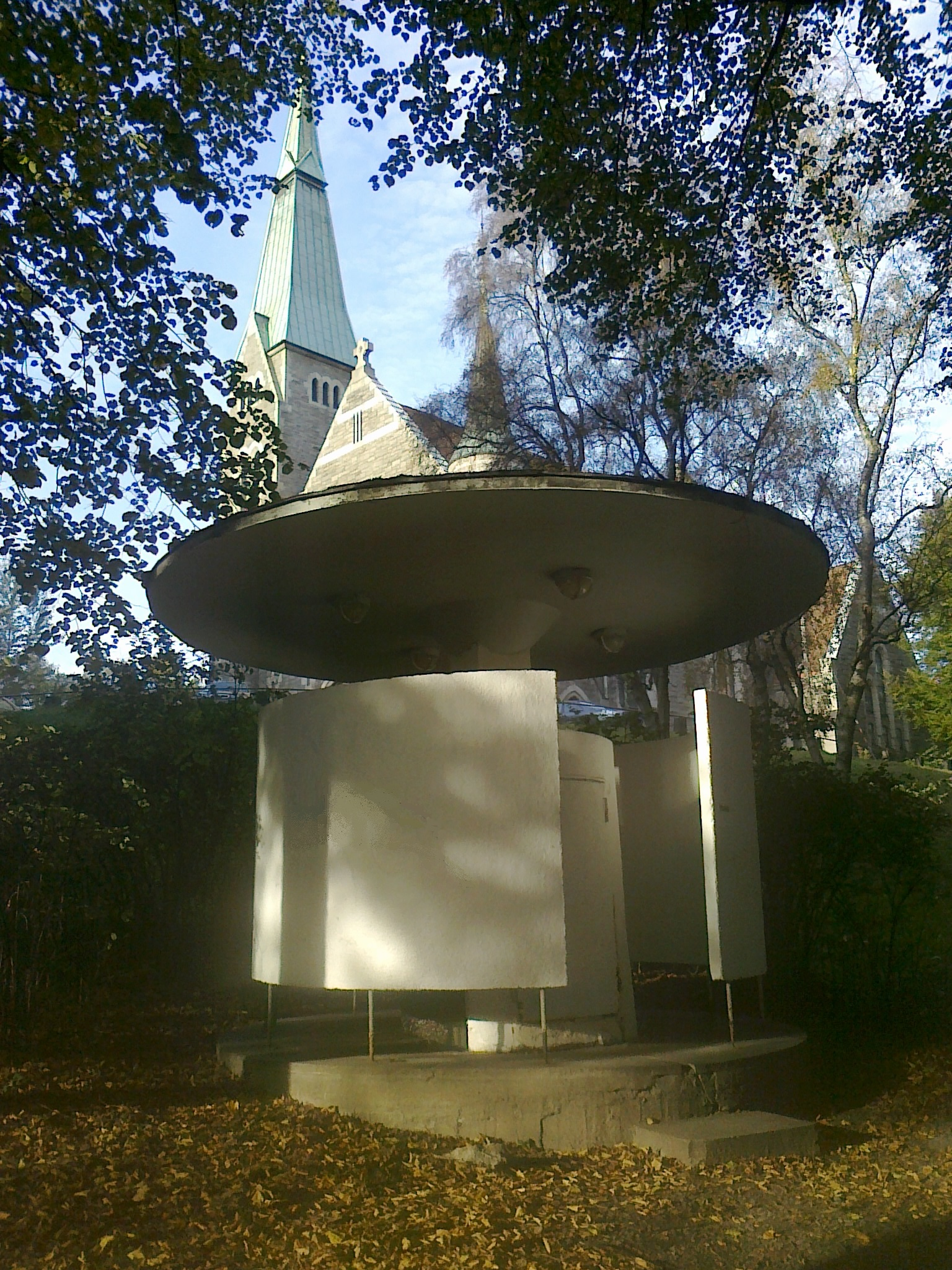
Ein Wetterpilz mit abgewandelter Funktion, das Kjærlighetskarusellen in Oslo (2011)
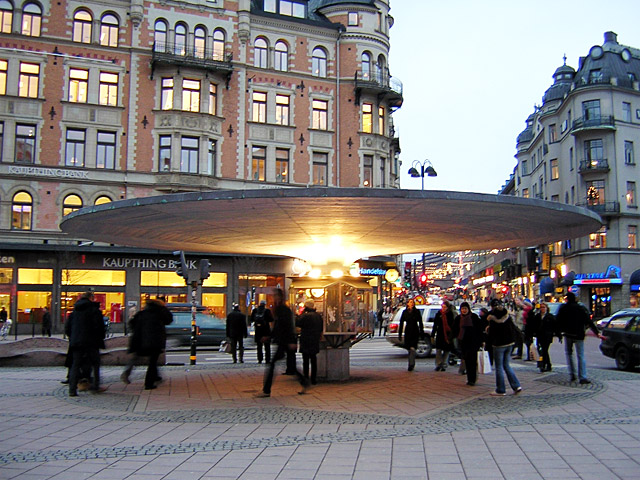
Der sogenannte Svampen auf dem Stockholmer Stureplan
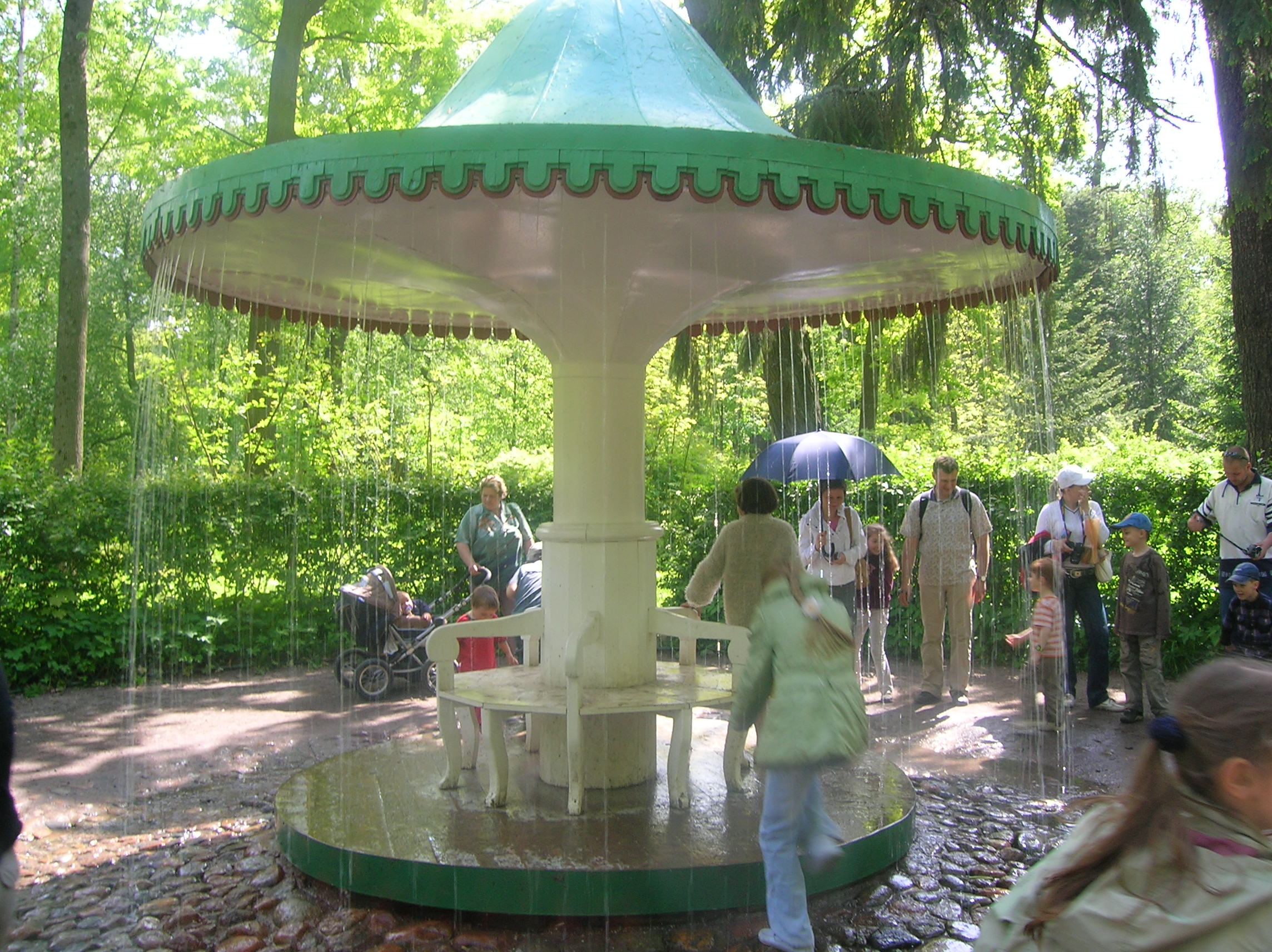
Scherzfontäne Regenschirm am russischen Peterhof
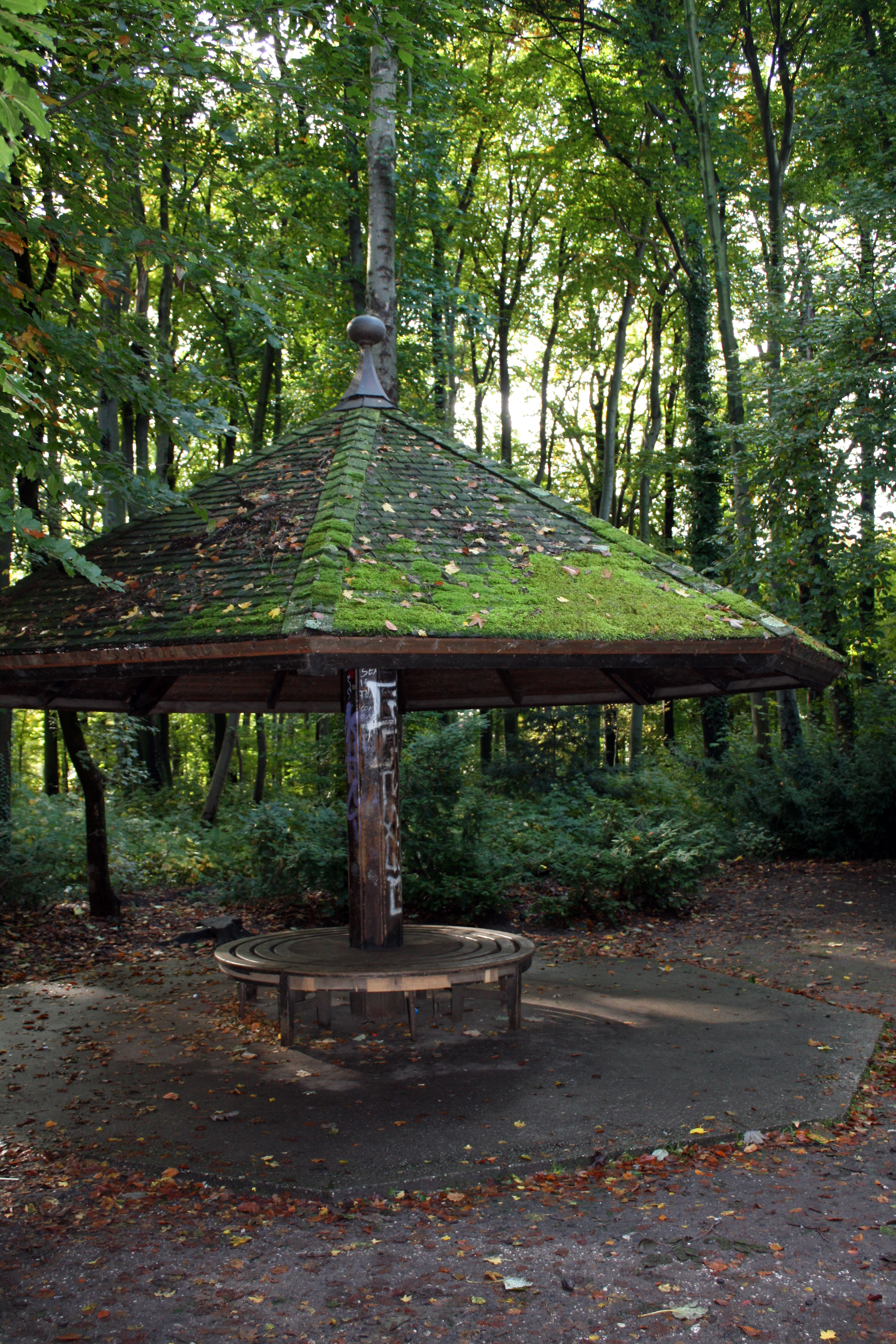
Im Kölner Stadtwald (Tierpark Lindenthal)
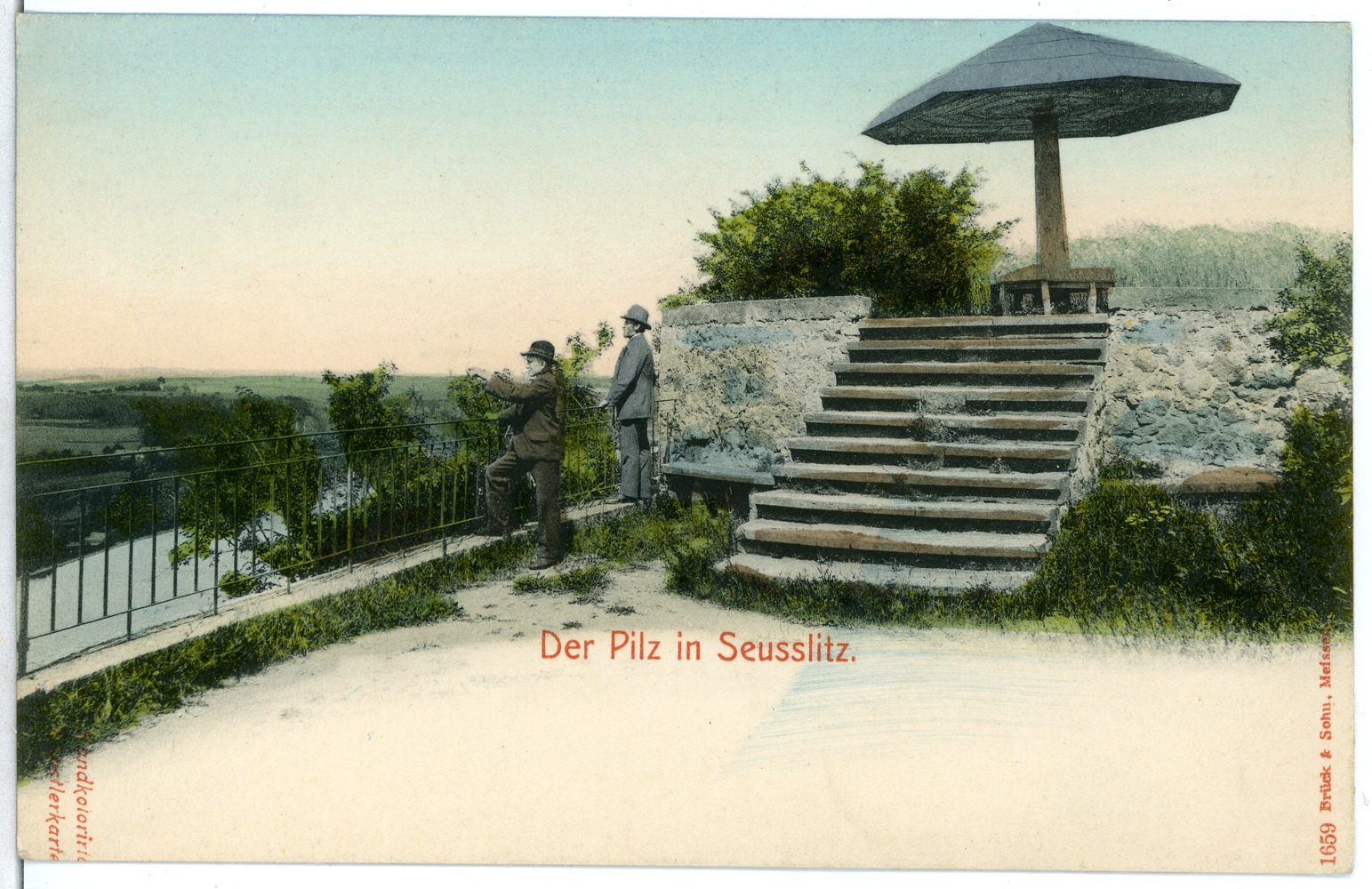
Ansichtskarte aus Seußlitz von 1901
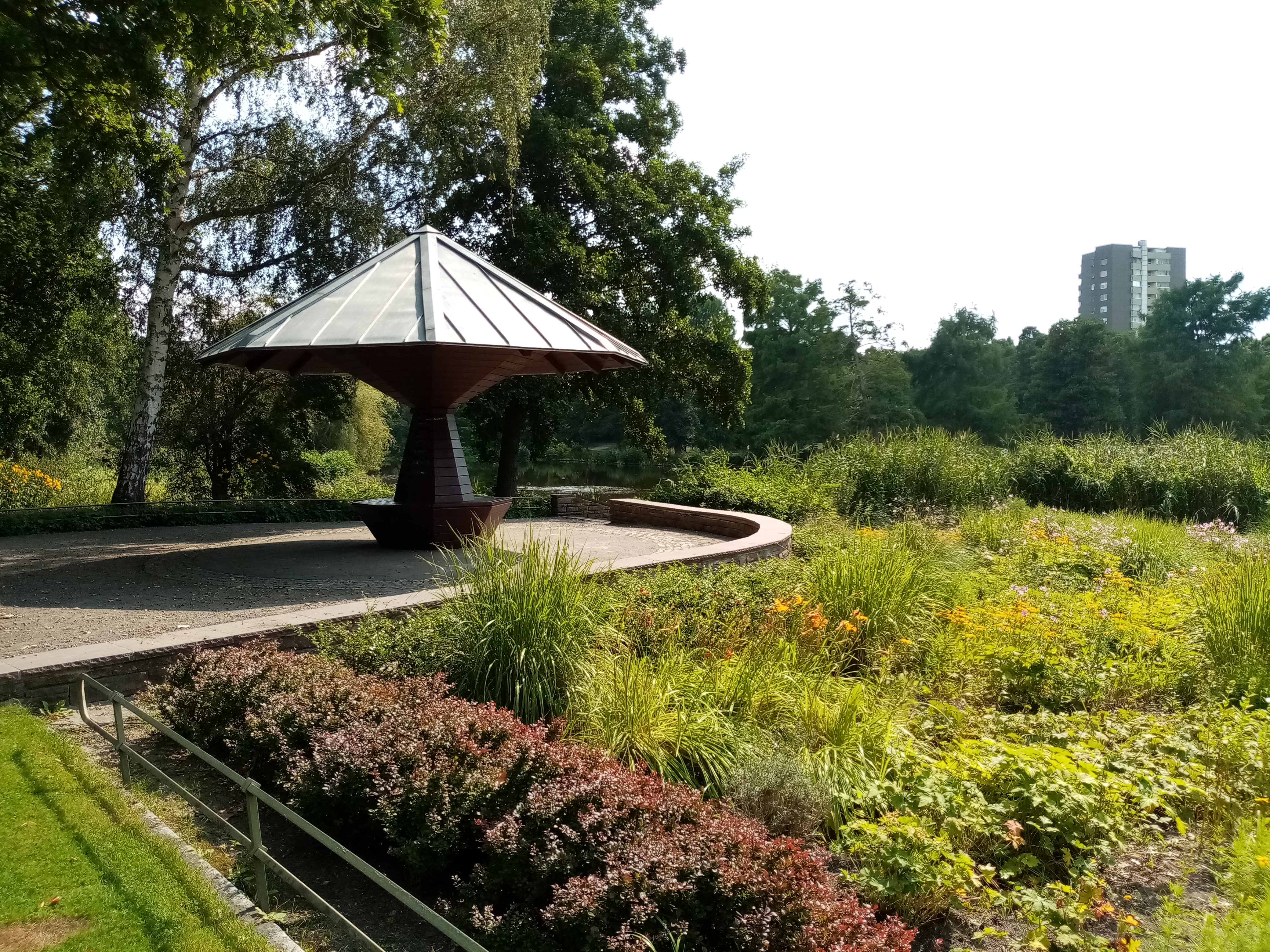
Der restaurierte Wetterpilz im  Südpark Spandau in Berlin (2020)